# Bembecia staryi
Bembecia staryi is een vlinder uit de familie wespvlinders (Sesiidae), onderfamilie Sesiinae.
Bembecia staryi is voor het eerst wetenschappelijk beschreven door Špatenka & Gorbunov in 1992. De soort komt voor in het Palearctisch gebied.